# Everard Endt
Everard Endt (7 de abril de 1893 — 16 de setembro de 1980) foi um velejador estadunidense, campeão olímpico. Ele competiu nos Jogos Olímpicos de Verão de 1952 na classe 6 Metre e conquistou a medalha de ouro a bordo do Llanoria com Herman Whiton, John Adams Morgan, Eric Ridder, Julian Roosevelt e Emelyn Whiton.
Ele serviu na Reserva da Marinha dos Estados Unidos como oficial, alcançando o posto de Comandante em 1945. Em 1944, enquanto participava dos desembarques do Dia D na Normandia, ele ajudou na construção das Mulberry Docks.